# John Lagrand
John Lagrand (Den Haag, 27 maart 1949 – Amsterdam, 30 juni 2005) was een Nederlands muzikant. Hij werd voornamelijk bekend als mondharmonicaspeler in Livin' Blues en Cuby + Blizzards. 
Lagrand werd geboren in Den Haag. Hij deed tijdens zijn jeugd al inspiratie op om mondharmonica te gaan spelen. Hij bezocht frequent de blueskelder in Voorburg. Hij zag daar midden jaren zestig Niko Christiansen (gitaar en mondharmonica) optreden en dacht, dat wil ik ook. Inspirator en geïnspireerde vormden toen enige tijd het duo Indiscrimination.  Het duo ging op in Livin' Blues, waar Niko zanger werd. Ook bij een reünietoer in de jaren tachtig waren ze beiden in die band actief; in die bandversie speelde ook Joop van Nimwegen uit Finch. In 1974 vertrok Lagrand naar Water (1974-1977). Daarna volgden nog Freelance Band en Muskee en de reünie van Cuby & The Blizzards; hij bespeelde er de zogenaamde Mississippisaxofoon (een type mondharmonica). Hij speelde er tot 1999. Hij was daarna gastmuzikant, bijvoorbeeld  bij Anouk. Hij was erelid van de Stichting Blues aan de Zee, dat om zijn crematie te bekostigen een benefietconcert organiseerde. 
Hij overleed op 30 juni 2005 in het Amsterdamse VU ziekenhuis aan de gevolgen van slokdarmkanker. Lagrand werd 56 jaar.
Discografie
- MusicBrainz: a00f6009-17ae-4d94-9c69-68ef1d54497c